# Patinação de velocidade nos Jogos Olímpicos de Inverno de 2010 - 5000 m masculino
As competições de 5000m masculino da patinação de velocidade nos Jogos Olímpicos de Inverno de 2010 foram disputadas no Richmond Olympic Oval em Vancouver, Colúmbia Britânica, em 13 de fevereiro de 2010.

## Medalhistas
| Ouro   | NED Sven Kramer    |
| Prata  | KOR Lee Seung-hoon |
| Bronze | RUS Ivan Skobrev   |

## Recordes
Antes desta competição, os recordes mundiais e olímpicos da prova eram os seguintes:
| Tipo | Atleta            | Tempo       | Local          | Data                    |
| ---- | ----------------- | ----------- | -------------- | ----------------------- |
|      | Sven Kramer       | 6:03.32 min | Calgary        | 17 de novembro de 2007  |
|      | Jochem Uytdehaage | 6:14.66 min | Salt Lake City | 22 de fevereiro de 2002 |

## Resultados
| Pos.              | Par | Raia | Atleta                   | Tempo   | Diferença | Notas            |
| ----------------- | --- | ---- | ------------------------ | ------- | --------- | ---------------- |
| Medalha de ouro   | 11  | I    | NED Sven Kramer          | 6:14.60 |           | Recorde olímpico |
| Medalha de prata  | 12  | I    | KOR Lee Seung-hoon       | 6:16.95 | +2.35     |                  |
| Medalha de bronze | 13  | I    | RUS Ivan Skobrev         | 6:18.05 | +3.45     |                  |
| 4                 | 14  | I    | NOR Håvard Bøkko         | 6:18.80 | +4.20     |                  |
| 5                 | 12  | O    | NED Bob de Jong          | 6:19.02 | +4.42     |                  |
| 6                 | 10  | O    | FRA Alexis Contin        | 6:19.58 | +4.98     |                  |
| 7                 | 13  | O    | ITA Enrico Fabris        | 6:20.53 | +5.93     |                  |
| 8                 | 10  | O    | NOR Henrik Christiansen  | 6:24.80 | +10.20    |                  |
| 9                 | 7   | O    | NED Jan Blokhuijsen      | 6:26.30 | +11.70    |                  |
| 10                | 6   | I    | NOR Sverre Haugli        | 6:27.05 | +12.45    |                  |
| 11                | 14  | O    | USA Chad Hedrick         | 6:27.07 | +12.47    |                  |
| 12                | 11  | O    | USA Shani Davis          | 6:28.44 | +13.84    |                  |
| 13                | 8   | I    | CAN Lucas Makowsky       | 6:28.71 | +14.11    |                  |
| 14                | 2   | O    | USA Trevor Marsicano     | 6:30.93 | +16.33    |                  |
| 15                | 6   | O    | KAZ Dmitry Babenko       | 6:31.19 | +16.59    |                  |
| 16                | 3   | I    | POL Sławomir Chmura      | 6:33.20 | +18.60    |                  |
| 17                | 8   | O    | NZL Shane Dobbin         | 6:33.39 | +18.78    |                  |
| 18                | 2   | I    | CAN Denny Morrison       | 6:33.78 | +19.17    |                  |
| 19                | 9   | I    | JPN Hiroki Hirako        | 6:33.90 | +19.30    |                  |
| 20                | 5   | O    | LAT Haralds Silovs       | 6:35.69 | +21.09    |                  |
| 21                | 7   | I    | SWE Johan Röjler         | 6:35.88 | +21.28    |                  |
| 22                | 4   | I    | GER Patrick Beckert      | 6:36.02 | +21.42    |                  |
| 23                | 9   | O    | GER Marco Weber          | 6:36.45 | +21.85    |                  |
| 24                | 1   | O    | SUI Roger Schneider      | 6:39.30 | +24.69    |                  |
| 25                | 4   | O    | ITA Luca Stefani         | 6:41.75 | +27.15    |                  |
| 26                | 1   | I    | GER Robert Lehmann       | 6:43.77 | +29.17    |                  |
| 27                | 5   | I    | JPN Shigeyuki Dejima     | 6:43.82 | +29.22    |                  |
| -                 | 3   | O    | RUS Alexander Rumyantsev | -       | -         | DSQ              |

## Novos recordes
Um novo recorde olímpico foi estabelecido:
| Tipo | Atleta      | Tempo       | Local     | Data                    |
| ---- | ----------- | ----------- | --------- | ----------------------- |
|      | Sven Kramer | 6:03.32 min | Calgary   | 17 de novembro de 2007  |
|      | Sven Kramer | 6:14.60 min | Vancouver | 13 de fevereiro de 2010 |

Legenda
| Recorde mundial      | Recorde mundial (World record)               |                       | Recorde africano                      | Recorde africano (African) |                                           | Q | Classificado por posição (Qualified) |
| Recorde olímpico     | Recorde olímpico (Olympic record)            | Recorde da América    | Recorde da América (Americas)         | q                          | Classificado por melhor tempo (Qualified) |   |                                      |
| Melhor marca do ano  | Melhor marca do ano (World leading)          | Recorde asiático      | Recorde asiático (Asian)              | DNS                        | Não largou (Did not start)                |   |                                      |
| Recorde nacional     | Recorde nacional (National record)           | Recorde europeu       | Recorde europeu (European)            | DNF                        | Não terminou (Did not finish)             |   |                                      |
| Recorde pessoal      | Recorde pessoal do atleta (Personal best)    | Recorde da Oceania    | Recorde da Oceania (Oceania)          | DSQ / DQ                   | Desclassificado (Disqualified)            |   |                                      |
| Recorde da temporada | Recorde da temporada do atleta (Season best) | Recorde sul-americano | Recorde sul-americano (South America) | NM                         | Sem marca (No mark)                       |   |                                      |